# 女に生まれて
『女に生れて』（おんなにうまれて）は、1988年9月26日 - 11月11日にTBS「花王 愛の劇場」枠にて放送された日本の昼ドラマである。同枠における、石井ふく子がプロデューサーを務めた作品の第6作目。

## キャスト
- 中田喜子
- 松下砂稚子
- 清水善三
- 河原崎長一郎
- 船越英一郎
- 水島裕子
- 篠田三郎
- 林美智子
- 夏樹陽子
- 斉藤ゆう子
- 大森暁美
- 寺田路恵
- 江木俊夫
- 麻生真美子
- 仲木隆司

## スタッフ
- 原作 - 松原惇子『女が家を買うとき』
- 演出 - 川俣公明
- 脚本 - 高村美智子